# Alex Kingston
Alexandra Elizabeth Kingston (Epsom, 11 maart 1963) is een Brits actrice.
Kingston werd geboren in het Engelse graafschap Surrey. Haar eerste noemenswaardige rol was die van een schoolmeisje in de comedy The Wildcats of St. Trinian's. Ze is bekend dankzij haar rol als Dr. Elizabeth Corday in het medische drama ER en als River Song in de sciencefictionserie Doctor Who.

## Filmografie
| Jaar                  | Film                                          | Rol                      | Noot                                                           |
| --------------------- | --------------------------------------------- | ------------------------ | -------------------------------------------------------------- |
| 1980                  | The Wildcats of St. Trinian's                 |                          |                                                                |
| 1980                  | Grange Hill                                   | Jill Harcourt            | televisieserie (3 afleveringen)                                |
| 1987                  | A Killing on the Exchange                     | Ellen                    | miniserie (2 afleveringen)                                     |
| 1988                  | The Bill                                      | Verscheidene             | televisieserie (4 afleveringen: 1988-1995)                     |
| 1989                  | Hannay                                        | Kirsten Larssen          | televisieserie (1 aflevering: "The Terrors of the Earth")      |
| 1989                  | The Play on One                               | Daniella                 | televisieserie (1 aflevering: "These Foolish Things")          |
| 1989                  | The Cook, the Thief, His Wife & Her Lover     | Adela                    |                                                                |
| 1992                  | Covington Cross                               | Helen                    | televisieserie (1 episode: "Cedric Hits the Road")             |
| 1993                  | Foreign Affairs                               | Actrice                  | Televisiefilm                                                  |
| 1993                  | Soldier Soldier                               | Ursula Kröhling          | televisieserie (1 episode: "Camouflage")                       |
| 1994                  | Woman of the Wolf                             | Vrouw                    | Enkel als stem, televisiefilm                                  |
| 1994                  | A Pin for the Butterfly                       |                          |                                                                |
| 1994                  | Crocodile Shoes                               | Caroline Carrison        | televisieserie (5 afleveringen)                                |
| 1995                  | Carrington                                    | Frances Partidge         |                                                                |
| 1995                  | The Infiltrator                               | Anna                     |                                                                |
| 1996                  | The Knock                                     | Katherine Roberts        | televisieserie (13 afleveringen)                               |
| 1996                  | The Fortunes and Misfortunes of Moll Flanders | Moll Flanders            | Televisiefilm                                                  |
| 1996                  | Saint-Ex                                      | Gast                     |                                                                |
| 1997                  | Weapons of Mass Distraction                   | Verity Graham            | Televisiefilm                                                  |
| 1997                  | ER                                            | Dr. Elizabeth Corday     | televisieserie (Regelmatig: 160 afleveringen: 1997-2004, 2009) |
| 1998                  | Croupier                                      | Jani de Villiers         |                                                                |
| 1999                  | This Space Between Us                         | Peternelle               |                                                                |
| 2000                  | Essex Boys                                    | Lisa Locke               |                                                                |
| 2003                  | Boudica                                       | Boudica                  |                                                                |
| 2005                  | The Poseidon Adventure                        | Suzanne Harrison         | Televisiefilm                                                  |
| 2005                  | Sweet Land                                    | Brownie                  |                                                                |
| 2005                  | Without a Trace                               | Lucy Costin              | televisieserie (1 episode: "Viuda Negra")                      |
| 2006                  | Alpha Dog                                     | Tiffany Hartunian        |                                                                |
| 2007                  | Crashing                                      | Diane Freed              |                                                                |
| 2008                  | Freezing                                      | Serena Wilson            | televisieserie (1 aflevering: "Episode #1.3")                  |
| 2008                  | Lost in Austen                                | Mrs. Bennett             | miniserie (4 afleveringen)                                     |
| 2008                  | CSI: Crime Scene Investigation                | Dr. Patricia Alwick      | televisieserie (1 aflevering: "Art Imitates Life")             |
| 2008, 2010–2013, 2015 | Doctor Who                                    | River Song / Melody Pond | Verschijnt in 15 afleveringen                                  |
| 2009                  | Sordid Things                                 | Eve Manchester           |                                                                |
| 2009                  | Hope Springs                                  | Ellie Lagden             | televisieserie: hoofdrol (8 afleveringen)                      |
| 2009                  | FlashForward                                  | Inspector Fiona Banks    | televisieserie (3 afleveringen)                                |
| 2009                  | Law & Order: Special Victims Unit             | Miranda Pond             | televisieserie (4 afleveringen)                                |
| 2010                  | Ben Hur                                       | Ruth                     | televisieserie (2 afleveringen)                                |
| 2010                  | Callers                                       | Sheila                   | Post-productie                                                 |
| 2011                  | Like Crazy                                    | Jackie                   |                                                                |
| 2011                  | Private Practice                              | Marla Tompkins           | televisieserie                                                 |
| 2011                  | Marchlands                                    | Helen Maynard            | televisieserie (5 afleveringen)                                |
| 2011                  | Teaching Awards 2011                          | Als zichzelf             |                                                                |
| 2012                  | Upstairs, Downstairs                          |                          | televisieserie (6 afleveringen)                                |
| 2012                  | Arrow                                         | Dinah Lance              | televisieserie (verscheidene keren)                            |

- Bibliothèque nationale de France: cb15508202w (data)
- Gemeinsame Normdatei: 137830432
- International Standard Name Identifier: 0000 0000 7848 4675
- Library of Congress Control Number: no98047066
- MusicBrainz: fb30c1b5-7172-4a9d-90fe-886fe80aad73
- Nationale Bibliotheek van Tsjechië: pna2007370930
- Nationale Bibliotheek van Israël: 987007440187805171
- Nationale Bibliotheek van Polen: a0000001842438
- Nederlandse Thesaurus van Auteursnamen: 17356173X
- Système universitaire de documentation: 23257491X
- Virtual International Authority File: 86007652
- WorldCat: E39PBJt46qwM96wfftkPgtTrbd